# Chhoser
Chhoser (em nepali: छोसेर) é um village development committee (lit.: "comité de desenvolvimento de aldeia") do distrito de Mustang, da zona de Dhaulagiri da região Oeste do Nepal. Em 2011 tinha 529 habitantes.
Situa-se a leste de Lo Mantang perto da fronteira com o Tibete, e fazia parte do antigo Reino de Mustang, que existiu formalmente até 2008.
O village development committee tem as seguintes aldeias:
- Bharcha
- Chaklo (5 085 m)
- Chhorma
- Dhuk
- Gamaar
- Ghom
- Kimbu
- Nenyul (3 780 m)
- Panglamo
- Samjong
- Sisa
- Siyabala